# Notzingen (Landschaftsschutzgebiet)
Notzingen ist ein Landschaftsschutzgebiet (Schutzgebietsnummer 1.16.080) im Landkreis Esslingen. 

## Lage und Beschreibung
Das Schutzgebiet besteht aus drei Teilgebieten rund um die Gemeinde Notzingen. Es handelt sich um eine durch Hänge, Uferbereiche und Streuobstwiesen geprägte Voralblandschaft als Erholungsraum für die Bevölkerung. Es gehört zum Naturraum 101-Vorland der mittleren Schwäbischen Alb innerhalb der naturräumlichen Haupteinheit 10-Schwäbisches Keuper-Lias-Land.

## Schutzzweck
Wesentlicher Schutzzweck ist laut Schutzgebietsverordnung die Erhaltung der Vielfalt, Eigenart und Schönheit der Voralblandschaft, die insbesondere durch Hänge, Uferbereiche und Streuobstwiesen geprägt wird. Diese Gebiete bestimmen den landschaftlichen Charakter und sind als natürlicher Lebensraum für Pflanzen und Tiere besonders wertvoll. Weitere Schutzzwecke sind die Erhaltung von Erholungsraum für die Allgemeinheit und der Schutz vor weiteren Beeinträchtigungen durch Kleinbauten und Einfriedigungen.